# Selkerkiella
Selkerkiella là một chi nhện trong họ Theridiidae.